# Chris Henry
Chris Henry (nacido en Belfast el 17 de octubre de 1984) es un jugador de rugby británico, que juega de flanker para la selección de rugby de Irlanda y, actualmente (2015) para Ulster de la GuinnessPro12 y Ballymena Rugby Club.
Su debut con la selección nacional de Irlanda se produjo en un partido contra Australia en Brisbane el 26 de junio de 2010.
Ha sido seleccionado para la Copa del Mundo de Rugby de 2015. En el partido contra Rumanía, que terminó con victoria irlandesa 44-10, Henry logró un ensayo.